# Lauramay Tinsley Dempster
Lauramay Tinsley Dempster ( 11 de mayo de 1905, El Paso - 14 de noviembre de 1997, San Francisco) fue una botánica, y curadora estadounidense. Se desarrolló académicamente en el Herbario Jepson de la Universidad de California en Berkeley, siendo autoridad reconocida internacionalmente en el género Galium del Nuevo Mundo

## Algunas publicaciones
- 1981. The genus Galium in South America. II Ibid. 2 (8) : 393-426

- 1958. New names and combs. in the genus Galium. Brittonia 10: 181—192

### Libros
- gunnar w. Harling, lauramay t. Dempster, b. lennart Andersson. 1993. Cunoniaceae. vv. 47. Opera Botanica Series B. Flora of Ecuador. Ed. Department of Systematic Botany, Göteborg Univ. 36 pp. ISBN 87-88702-66-9

- 1980. The genus Galium section Lophogalium (Rubiaceae) in South America. Allertonia 2 ( 8). Ed. Pacific Tropical Botanical Garden. 279 pp.

- lauramay t. Dempster, willis l. Jepson. 1979. Flora of California: vv. 4, Pt. 2, Rubiaceae. Ed. Jepson Herbarium. 47 pp. ISBN 0-935628-08-8

- 1978. The genus Galium (Rubiaceae) in Mexico and Central America. Volumen 73 de University of California publications in botany. Ed. University of California Press. 33 pp. ISBN 0-520-09578-2 en línea

- 1973. The polygamous species of the genus Galium (Rubiaceae) section. University of California Publications in Botany 64 : 1 -36

- lauramay tinsley Dempster, george ledyard Stebbins. 1968. A Cytotaxonomic revision of the fleshy - fruited "Galium" species of the Californias and Southern Oregon: (Rubiaceae). Ed. University of California press. 68 pp.

- willis linn Jepson, lauramay t. Dempster. 1949. A flora of California. Volumen 2. Ed. Cunningham, Curtiss & Welch. 670 pp.

## Honores

### Eponimia
Especies
- (Fabaceae) Racosperma dempsteri (F.Muell.) Pedley[2]

- (Myoporaceae) Pholidia dempsteri (F.Muell.) Kraenzl.[3]